# Slo Burn
Slo Burn is een Amerikaanse stonerrockband die kort heeft bestaan tussen 1996 en 1997 en in 2017 weer bij elkaar kwam. De band werd opgericht door John Garcia nadat de band Kyuss ophield te bestaan. De band had een andere geluid dan Kyuss. Dit kwam vooral door de zanglijnen van Garcia en het productie werk van Chris Goss. Het geluid was meer direct en minder complex. Ze maken deel uit van de Palm Desert Scene.
In 1996 maakte de band een demo-tape met vijf nummers. In april 1997 gaf de band de ep Amusing the Amazing uit op het label Delicious Vinyl. Garcia gaf in interviews aan dat de band de intentie had een cd te maken, maar dit werd niet gerealiseerd. De band toerde met Ozzfest in 1997. In september 1997 uit elkaar na de tour.
Garcia voegde zich na Slo-Burn bij de bands Unida en later bij Hermano. In 2017 trad de band voor het eerst sinds 1997 weer samen op op Desertfest Londen waarna een kleine tour door Europa volgde. In augustus 2017 zullen ze op Psycho Las Vegas 2017 een enkele show in de Verenigde Staten spelen.

## Discografie
- Slo Burn Demo (1996)
- Amusing the Amazing (1996, Delicious Vinyl)
- Kyuss/Slo Burn – Live At The Marquee-Club/Amusing The Amazing

## Bandleden
- John Garcia – Zang
- Chris Hale – Gitaar
- Damon Garrison – basgitaar
- Brady Houghton – Drums